# Estanque del León
Estanque del León är en ort i Mexiko.   Den ligger i kommunen Cuatro Ciénegas och delstaten Coahuila, i den centrala delen av landet, 800 km norr om huvudstaden Mexico City. Estanque del León ligger 1 298 meter över havet och antalet invånare är 232.
Terrängen runt Estanque del León är platt söderut, men norrut är den kuperad. Runt Estanque del León är det mycket glesbefolkat, med 3 invånare per kvadratkilometer. Det finns inga andra samhällen i närheten. Omgivningarna runt Estanque del León är i huvudsak ett öppet busklandskap.